# 陳嘉朗
陳嘉朗（英語：Leslie Chan Ka-long，1979年—），香港民主派人士，前香港油尖旺區議會尖沙咀西選區議員，是壓力團體「尖碼之聲」主席。

## 簡歷
陳嘉朗中一至中七
就讀於拔萃男書院，綽號“馬騮”，“Don't touch me”和“哥哥”，本身是一名巴士迷，多年來亦是已故歌星張國榮歌迷，曾考獲多項與交運範疇相關的運輸學學歷，如運輸物流學士、碩士，當中碩士畢業於台中市逢甲大學運輸科技與管理學系。因為陳嘉朗亦是香港運輸物流學會註冊會員。在2009年，陳嘉朗為反對遷拆尖沙咀碼頭巴士總站而組成「尖碼之聲」，關注保育、文化、交通 (特別是無障礙交通)、動保等議題。陳嘉朗亦歷任醫院管理局、有線電視、環衛及園藝公司等車隊管理及行政工作，也曾任職立法會毛孟靜議員助理，社會及政界工作經驗豐富。

## 政治生涯
2019年區議會選舉，他加入了民主動力的協調機制，參選油尖旺區議會尖沙咀西選區，陳嘉朗自言參選是因為2019年6月份被港人「反送中」社會運動感動，決定在自己社運起點尖沙嘴再出發，默默開展地區工作。其參選得到民主派油尖旺的協調負責人，油尖旺區議員余德寶及「雙料議員」涂謹申等香港民主派人士支持。結果，陳嘉朗以四成七得票的1003票擊敗其餘四位候選人，當選尖沙咀西區議員。陳嘉朗亦是當屆得票最低的當選者之一（另一人為離島區議會南丫及蒲台選區的劉舜婷）。
卸任區議員後，陳嘉朗離開香港並移居台灣，其後取得中華民國國籍。
| 政党   | 政党   | 候选人    | 票数  | %     | ±      |
| ------ | ------ | --------- | ----- | ----- | ------ |
|        | 無黨派 | 1. 梁幸輝 | 124   | 5.89  | 不適用 |
|        | 獨立   | 2. 簡浩名 | 35    | 1.67  | 不適用 |
|        | 民建聯 | 3. 潘景和 | 788   | 37.45 | 不適用 |
|        | 獨立   | 4. 馮檢基 | 154   | 7.32  | 不適用 |
|        | 獨立   | 5. 陳嘉朗 | 1,003 | 47.67 | 不適用 |
| 多数票 | 多数票 | 多数票    | 215   | 10.22 | ▼8.64  |

## 區議會及社區工作

### 關注少數族裔權益
自當選油尖旺區議員(尖沙咀西)以來，陳嘉朗一直關注少數族裔社群。有別於建制派著重經營與少數族裔精英領袖關係，並以「關係」覆蓋議題需要的做法，陳嘉朗在上任後選擇「連結」少數族裔社群，包括親身落區，長時間服務「重慶大廈」等少數族裔聚居地，接觸基層少數族裔群體。並且，在Facebook專頁每天以中英文發佈疫情資訊，而當中雙語語文字體大小一樣；以whatsapp傳送廣播訊息，並藉著族群領袖協助，在各大少數族裔通訊群組轉發，縫補因為語言不通而造成的資訊缺口。亦嘗試改革區議會少數族裔活動，跨區協作少數族裔議題。陳嘉朗希望藉著區議會工作，由重慶大廈及油尖旺開始，連結香港人與少數族裔，開展民族共融變革。

### 關注交通運輸政策
身為油尖旺區議會交通及運輸委員會主席、資深巴士迷及多項與交運範疇相關運輸學學歷的擁有者，陳嘉朗熟悉並且關注香港運輸政策。所以，許多香港記者都會對其訪問，瞭解香港公共行政層面或區議會倡議層面的運輸政策的新聞消息。